# جزيرة توكونغ
جزيرة توكونغ وهي جزيرة من جزر إندونيسيا، وتقع ضمن جزر باليكبابان في إقليم كالمنتان الشرقية في إندونيسيا.